# NGC 7642
NGC 7642 је спирална галаксија у сазвежђу Рибе која се налази на NGC листи објеката дубоког неба.
Деклинација објекта је + 1° 26' 34" а ректасцензија 23h 22m 53,4s. Привидна величина (магнитуда) објекта NGC 7642 износи 13,7 а фотографска магнитуда 14,6. NGC 7642 је још познат и под ознакама UGC 12560, MCG 0-59-35, CGCG 380-48, IRAS 23202+0109, PGC 71264.